# Bâtiment de l'école élémentaire Ljupče Nikolić d'Aleksinac
Le bâtiment de l'école élémentaire Ljupče Nikolić d'Aleksinac (en serbe cyrillique : Зграда Основне школе „Љупче Николић“ у Алексинцу ; en serbe latin : Zgrada Osnovne škole „Ljupče Nikolić“ u Aleksincu) se trouve à Aleksinac et dans le district de Nišava, en Serbie. Il est inscrit sur la liste des monuments culturels protégés de la république de Serbie (identifiant no SK 846),,.

## Présentation
Le bâtiment, situé 10 rue Tihomira Đorđevića, a été construit en 1936.